# Engaruka
Engaruka är ett övergivet jordbruksområde med fossil åkermark och rester av ett omfattande bevattningssystem vid Great Rift Valley i Tanzania. 
Från höglandet ovanför rinner flera floder, varav Engarukafloden är permanent, medan andra bara har vatten under regnperioden. Från 1400-talet utvecklades här ett bevattningsjordbruk, som försörjde ett samhälle på flera tusen invånare. I dag kan man i Engaruka se resterna av de många långa bevattningskanalerna och framför allt av de många små åkrar, omgärdade av låga stenrader, som var i bruk fram till Engarukas övergivande någon gång under 1700-talet eller tidigt 1800-tal. 
Flera karavanvägar passerade Engaruka under 1800-talets slut, men från den tiden finns ingen information om att området var odlat. 